# Escoffion

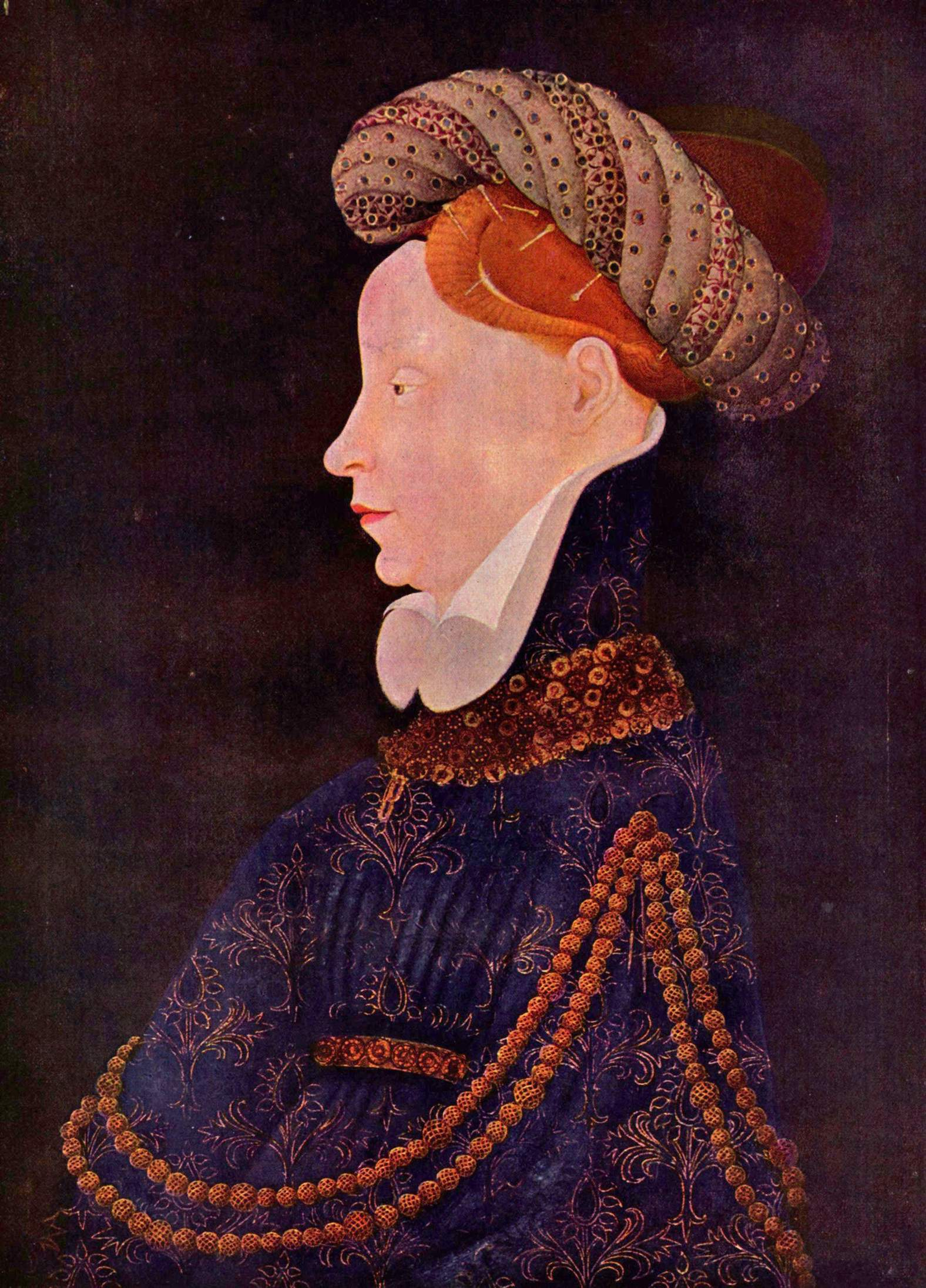
Exemple d'escoffion à couronne ornementale.

Un escoffion est une coiffure féminine qui, comme le hennin, est issu de la période excentrique et qui fait son apparition à la fin du XIVe siècle

## Aspect
En 1385 débute la mode des coiffures élevées, prisée notamment par Agnes Sorel (vers 1422-1450), favorite de Charles VII (1403-1461). À cette époque la coiffure à la mode est le truffeau qui surmonte les cheveux relevés au-dessus des tempes en un ou deux chignons (les « truffeaux ») surmonté du balzo (ou balso), un bonnet de brocart ou de velours formant un ovale très allongé. Souvent un voile était fixé à son sommet et retombait sur les épaules comme celui du « bonnet pointu » ou hennin.
Pour porter une telle coiffe, soit les femmes ramenaient leurs cheveux en arrière du front, les nattaient et les emmaillotaient dans une résille (ou crépine), soit les cheveux étaient rasés ou épilés notamment en vue de mettre en valeur un front bombé.
Sur le sommet de la coiffure, on fixait une armature de fil d'archal (du latin orichalcum, altération du grec oρειχαλκος, « laiton », alliage de cuivre et de zinc), qui soutenait des voiles de batiste empesés ou on l’entourait simplement d'une couronne de tissu à motifs ornementaux, rembourrée d'étoupes ou de coton.
Au cours du XVe siècle apparaîtront des variantes de l'escoffion selon la forme et la mise en place des cheveux: en béret, en corne ou en voile.

## Quelques types d'escoffion

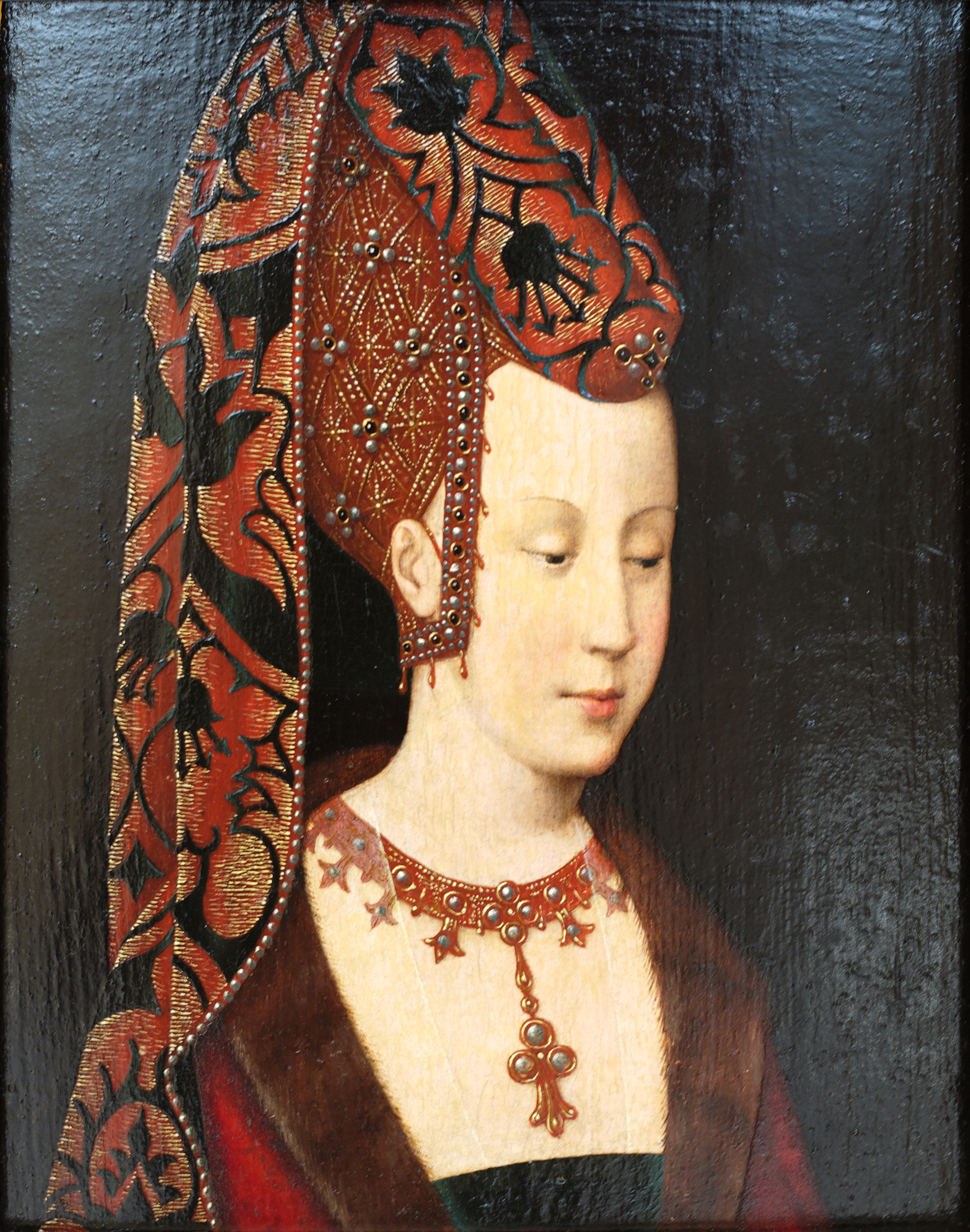
Exemple de truffeau porté par Isabelle de Portugal, Duchesse de Bourgogne, vers 1430-1440
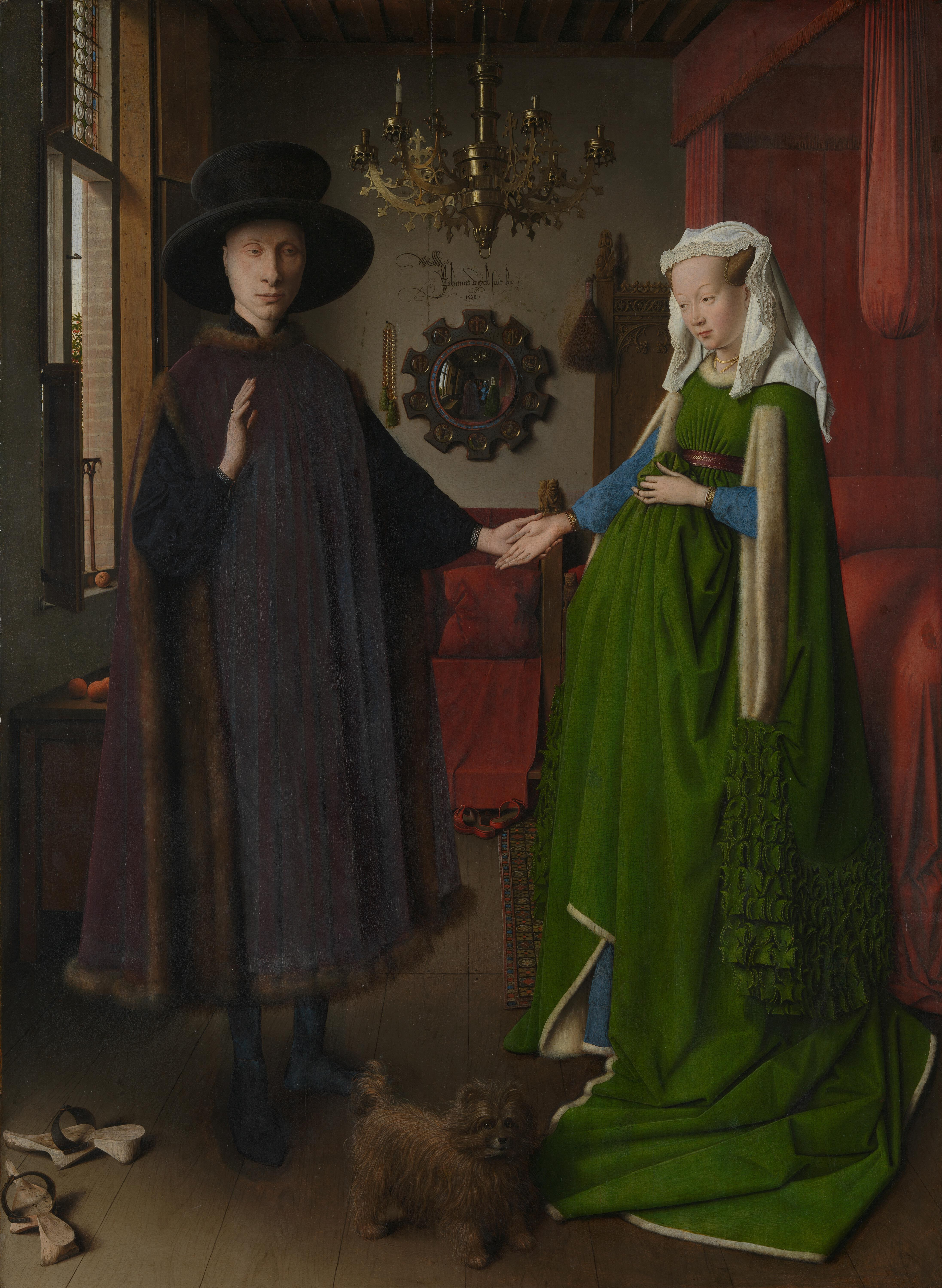
Giovanna Cenami (Les Époux Arnolfini) les tresses serrées dans la coiffe formant deux cornes. 1435
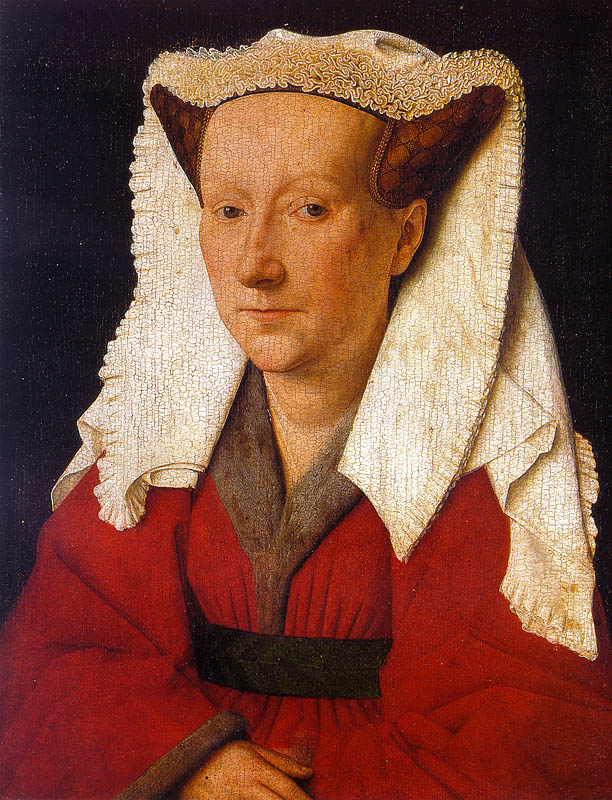
ici un escoffion à huves - Portrait de la femme du peintre Jan Van Eyck. 1439
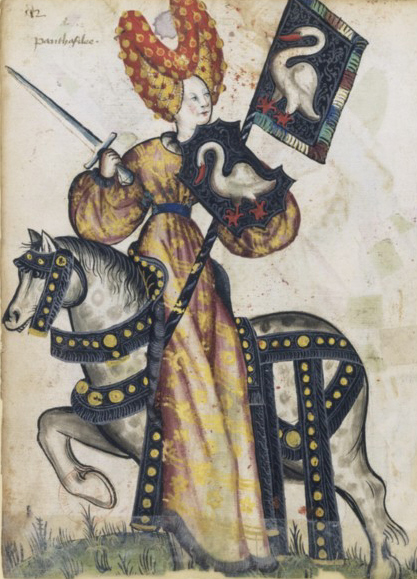
coiffure à bourrelets (Petit armorial équestre de la Toison d'or, vers 1460-1470)